# ウィルバー・ジョセフ・コーエン

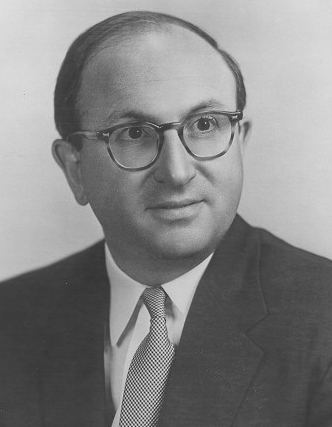
ウィルバー・ジョセフ・コーエン

ウィルバー・ジョセフ・コーエン（Wilbur Joseph Cohen, 1913年6月10日 - 1987年5月17日）は、アメリカ合衆国の社会科学者、政治家。アメリカの福祉国家論を構築・展開した主要人物の1人であり、ジョンソン大統領の「偉大な社会」政策の立案に関与した。

## 生い立ち
1913年6月10日、ウィルバー・ジョセフ・コーエンはウィスコンシン州ミルウォーキーにおいて誕生した。コーエンは地元の公立学校で初等教育を受け、ミルウォーキーのリンカーン高校を卒業した。コーエンはウィスコンシン大学マディソン校で経済学を学び、1934年に学士号を取得した。

## 社会保障庁

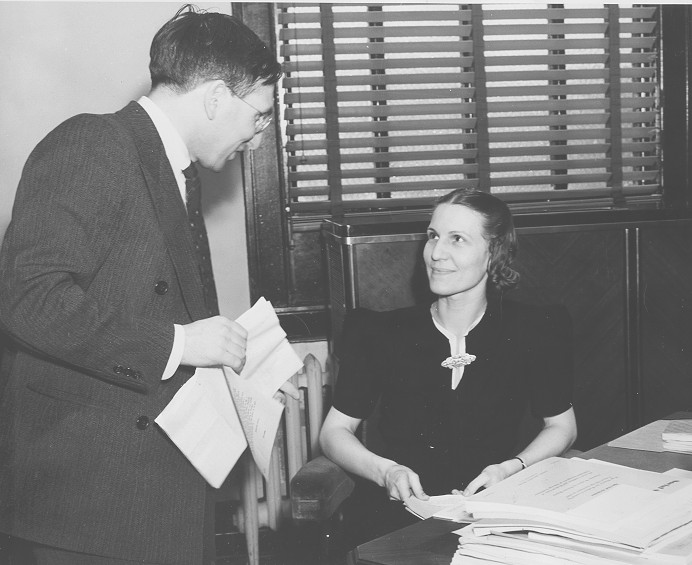
社会保障委員会時代のコーエン（左）

大学卒業後、コーエンはワシントンD.C.へ移り、エドウィン・ウィッテの助手となった。コーエンはウィッテが携わっていた社会保障法起草委員会で、調査助手を務めた。1935年に社会保障法が成立すると、コーエンは新設された社会保障委員会で技術顧問となった。コーエンは1946年に社会保障委員会が社会保障庁と改称された後も継続して技術顧問を務めた。
1953年、コーエンは社会保障庁で調査統計局の局長となった。コーエンは社会保障庁において、業務計画の立案や議会との立法調整などを任された。

## 保健教育福祉省

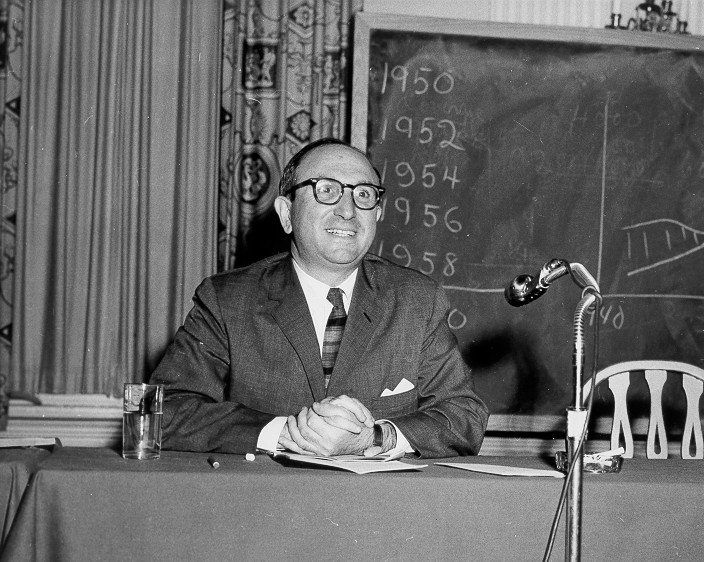
保健教育福祉次官補として公開討論会に参加したコーエン

1961年、ケネディ大統領はコーエンを立法担当保健教育福祉次官補として任命した。コーエンは保健教育福祉省に関与する立法について、議会の承認を取り付ける任務を与えられた。コーエンは約65本の法案について議会と調整を行い、多くの法案を成立へと持ち込んだ。しかしながらケネディ大統領が最重要視していたいくつかの法案のうち、2本の法案について議会の承認を取り付けることに失敗した。1つは高齢者を対象とした社会保障と医療に関するメディケア法案。もう1つは初等・中等学校に連邦助成金を与える教育法案であった。
大統領がケネディからジョンソンに交替した後も、コーエンは引き続いて保健教育福祉次官補を務めた。1964年の選挙で民主党が上下両院で過半数の議席を獲得すると、コーエンはケネディ時代に失敗したメディケア法案と教育法案の成立に向けて再び動いた。コーエンは議会と調整を行い、メディケア法案と教育法案は1965年に議会で承認された。コーエンは1965年4月に保健教育福祉次官に昇任した。

### 保健教育福祉長官

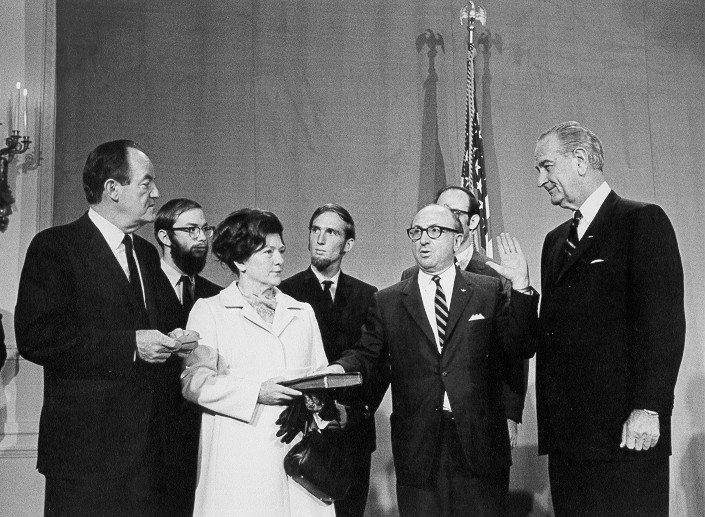
保健教育福祉長官への就任宣誓を行うコーエン（前列右から2人目）

1968年5月、コーエンはジョンソン大統領から保健教育福祉長官として任命された。コーエンは保健教育福祉省の大規模な改造を行った。コーエンは公衆衛生部門を再編成し、公衆衛生局の職務を分掌して管轄させる新たな次官補ポストを設置した。コーエンは保健精神衛生局を新設し、国立衛生研究所、精神衛生研究所、国立医学図書館などの機関をこの下部組織として配置した。
1969年1月、コーエンはジョンソン大統領の任期満了に伴い、保健教育福祉長官を退任した。

## 晩年
保健教育福祉長官退任後、コーエンはミシガン大学で公共福祉政策の教授となった。コーエンは妻子とともに余生を送った。1987年5月17日、コーエンは老年学のシンポジウムのために訪問していた韓国のソウルにおいて死去した。コーエンの遺体は火葬の後、散骨された。

## 評価
コーエンは「医療制度を確立した男」との異名をとった。ケネディ大統領はコーエンについて、「ミスター社会保障」と喩えた。またニューヨーク・タイムズ紙はコーエンについて、「我が国における公共福祉の第一人者」と評した。タイム誌はコーエンについて、「無尽蔵のエネルギーを持ち、周囲を巻き込んで熱くなり、仕事に燃える男」と表現した。

## 書籍
- The Elimination of Poverty in the United States. Wilbur J. Cohen, 1963.
- The Roosevelt New Deal: A Program Assessment Fifty Years After. Wilbur J. Cohen. Austin, Texas: University of Texas Press. 1986 paperback edition: ISBN 0-89940-416-2, ISBN 978-0899404165.
- Unemployment Insurance in the United States: The First Half Century. Saul J. Blaustein, Wilbur J. Cohen, William Haber, co-authors. Kalamazoo, Michigan: W. E. Upjohn Institute for Employment Research. 1993 hardcover edition: ISBN 0-88099-136-4, ISBN 978-0880991360.

### 伝記
- Mr. Social Security: The Life of Wilbur J. Cohen. Edward D. Berkowitz.[4] Lawrence, Kansas: University Press of Kansas. 1995 hardcover edition: ISBN 0-70060-707-2, ISBN 978-0700607075.